# Codex Palatinus germanicus 142

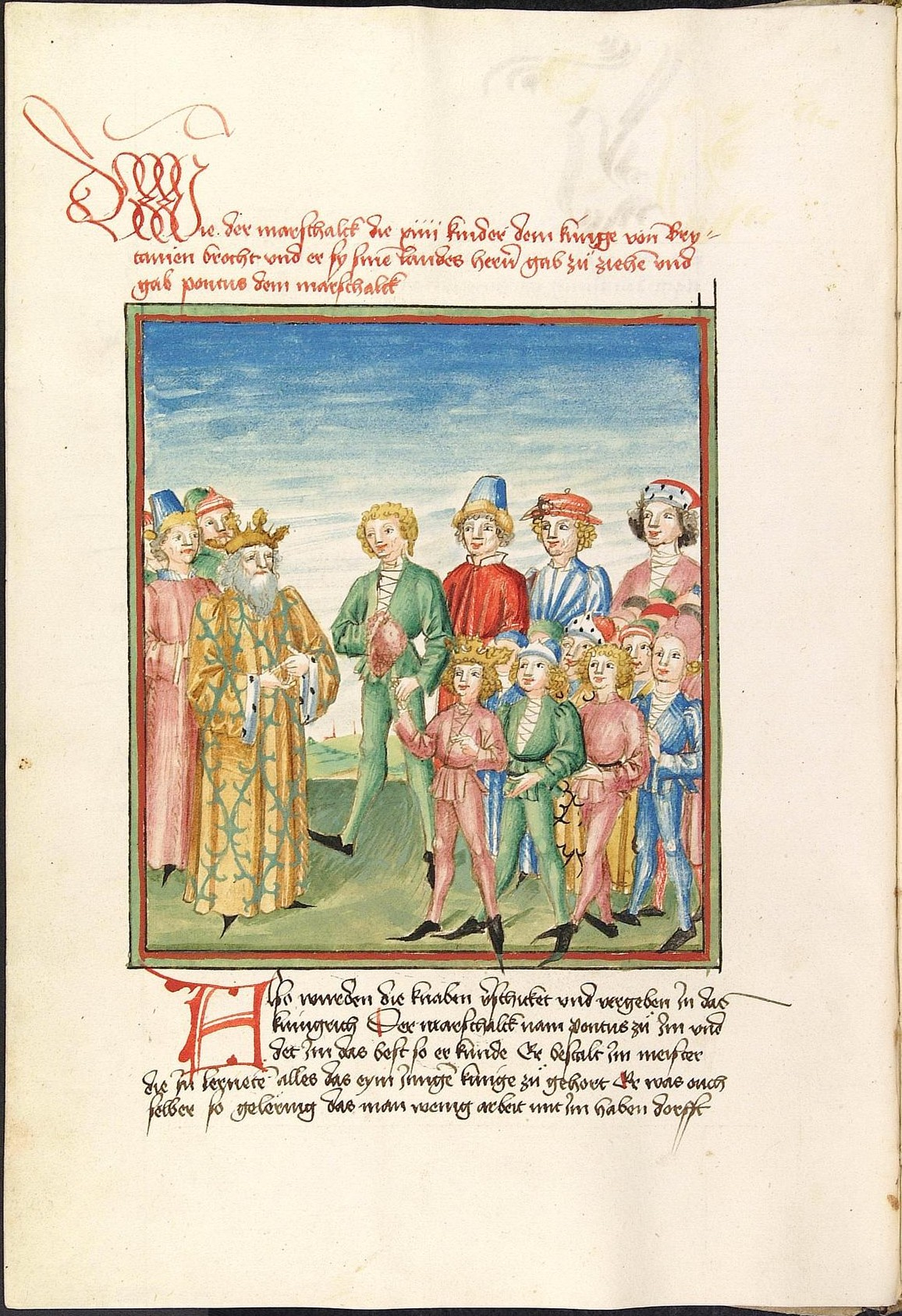
Cod. Pal. germ. 142, Blatt 10v: Pontus und Sidonia – Der König von Britannien empfängt die Kinder und entscheidet über ihre Zukunft

Der Codex Palatinus germanicus 142 ist eine spätmittelalterliche Handschrift der ehemaligen Bibliotheca Palatina in Heidelberg. Die Handschrift gehört zu den Codices Palatini germanici, den deutschsprachigen Handschriften der Palatina, die seit 1816 in der Universitätsbibliothek Heidelberg aufbewahrt werden; Signatur der UB-Heidelberg und gängige fachwissenschaftliche Bezeichnung ist Cod. Pal. germ. 142 (Kurzform: Cpg 142).
Der Codex wurde im Auftrag Margarethes von Savoyen um 1475 von der Werkstatt des Ludwig Henfflin angefertigt, vermutlich in Stuttgart.
Die Bilderhandschrift enthält den zeitgenössisch populären höfischen Roman Pontus und Sidonia in einer deutschen Übertragung der um 1400 entstandenen französischen Textvorlage.

## Beschreibung

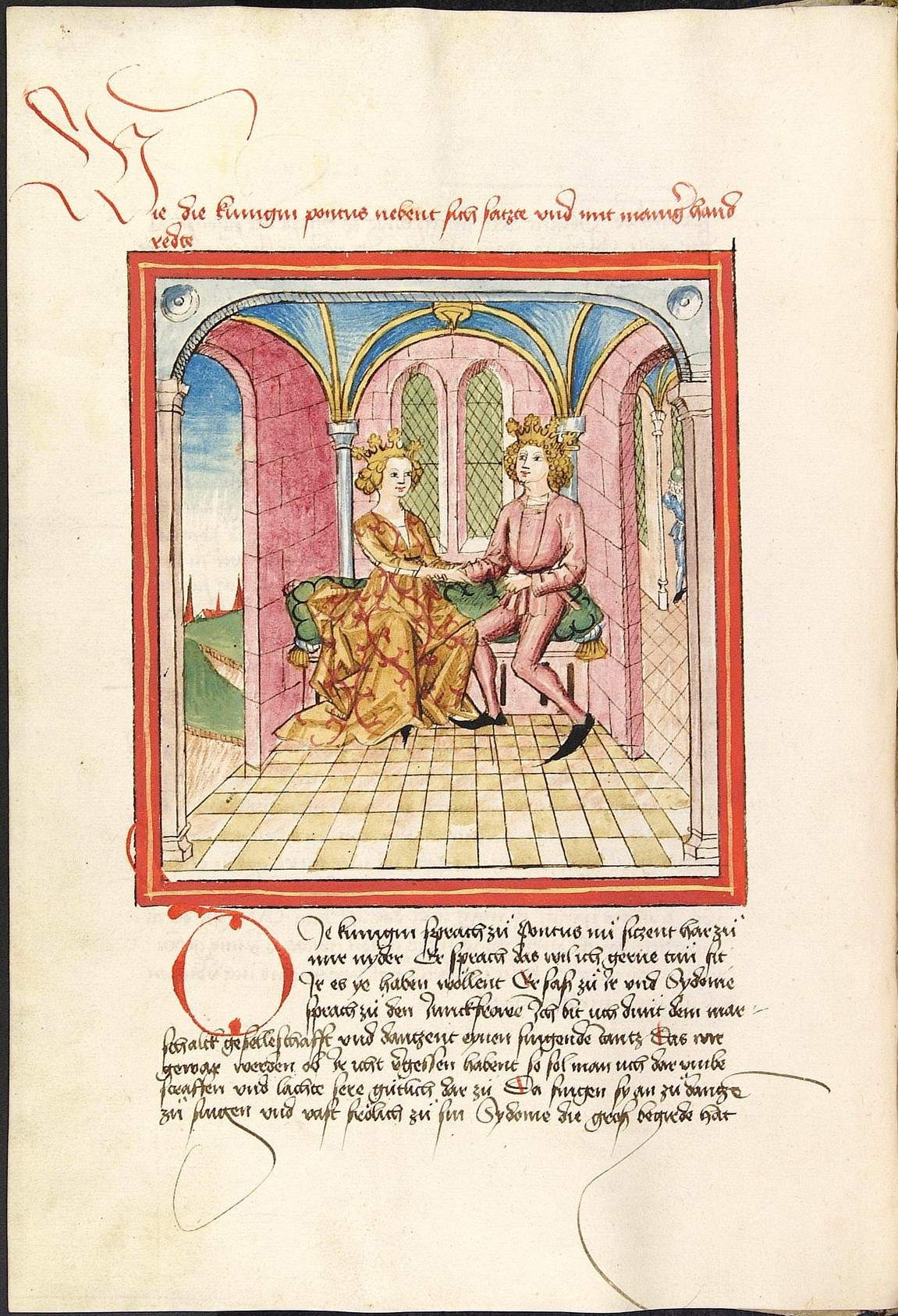
Cod. Pal. germ. 142, Blatt 14v: Pontus und Sidonia – Sidonia empfängt Pontus zum ersten Mal

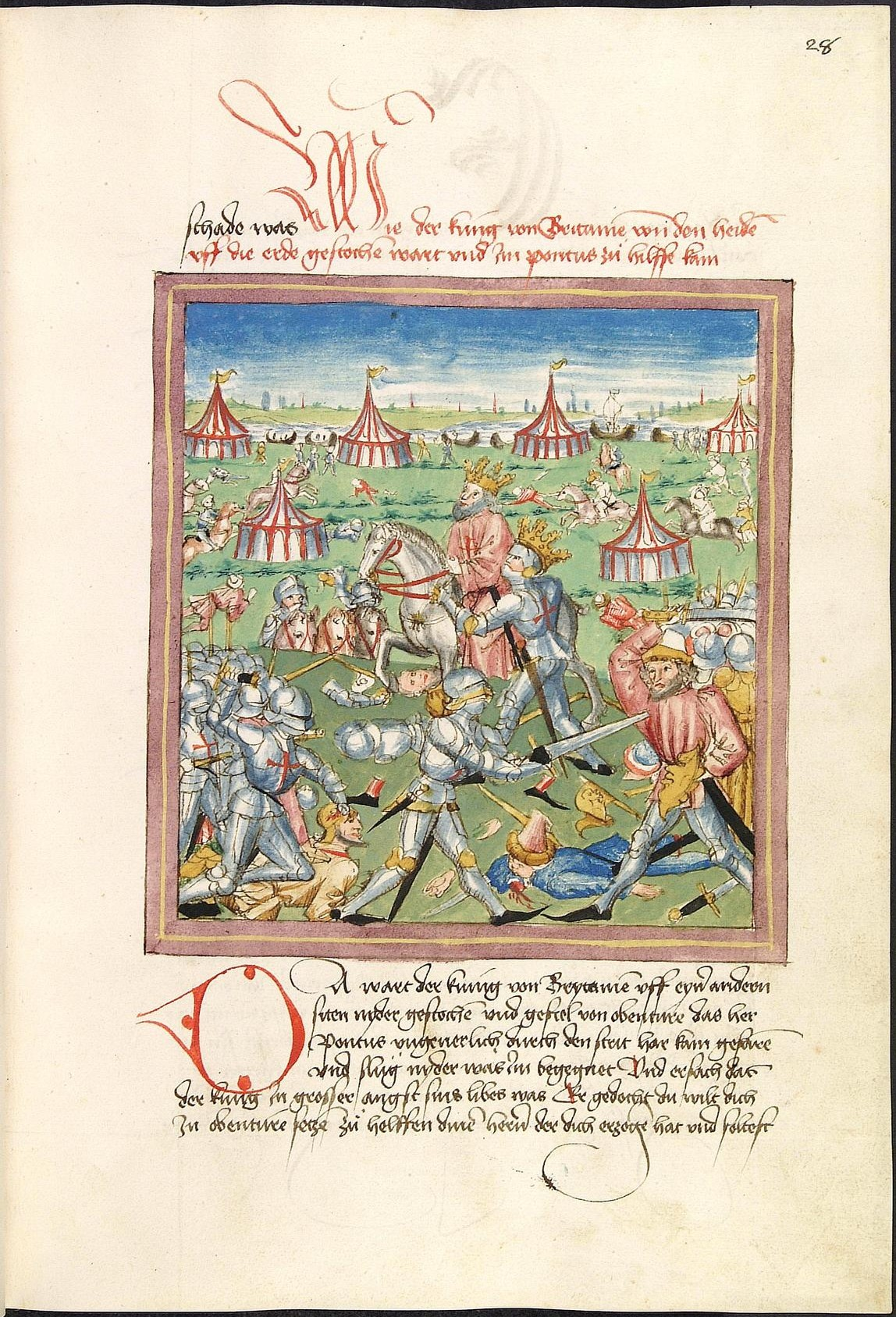
Cod. Pal. germ. 142, Blatt 28r: Pontus und Sidonia – Pontus hilft dem König von Britannien im Schlachtgetümmel

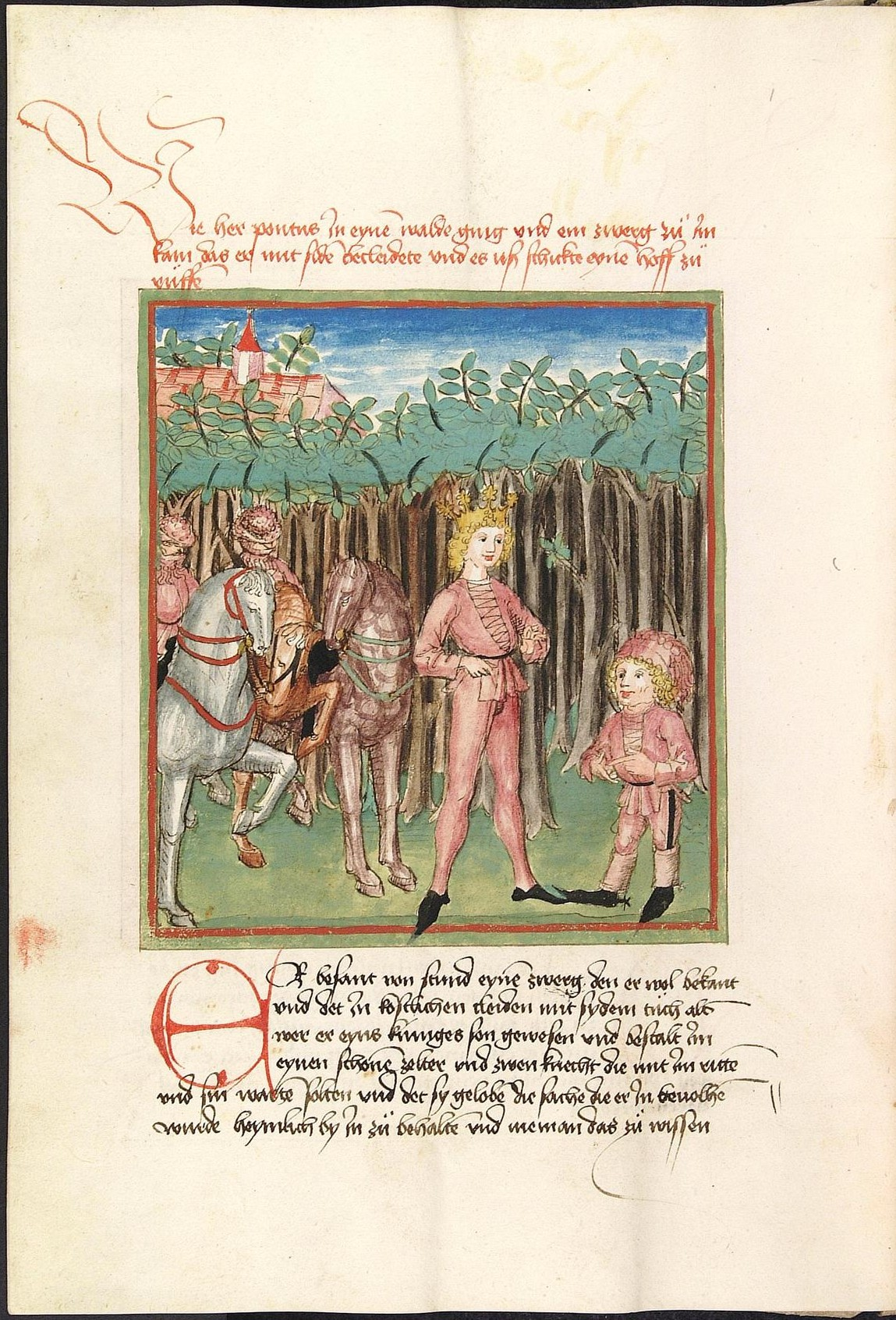
Cod. Pal. germ. 142, Blatt 40v: Pontus und Sidonia – Pontus beauftragt den Zwerg, die Einladung zu seinem Turnier zu verbreiten

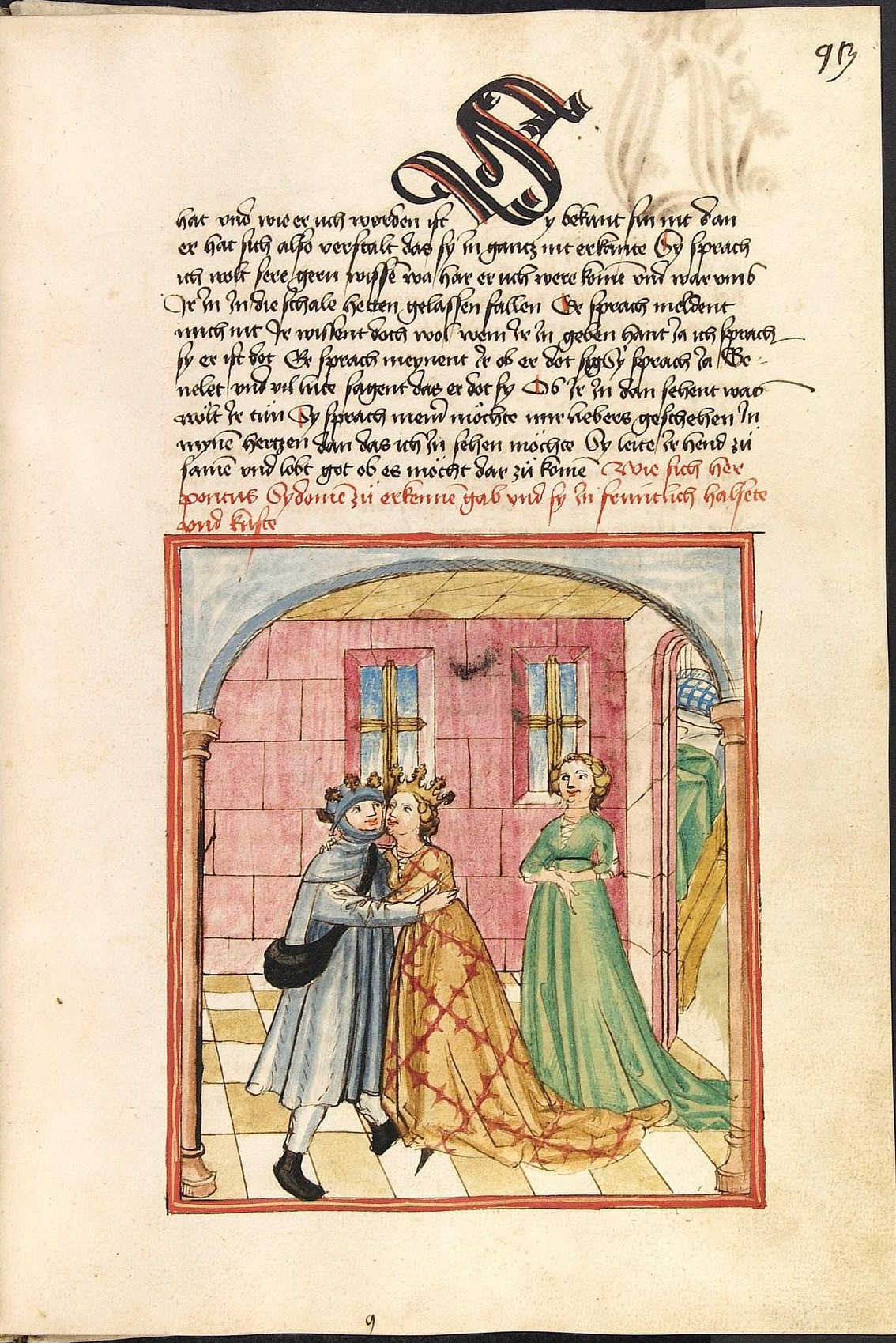
Cod. Pal. germ. 142, Blatt 93r: Pontus und Sidonia – Der verkleidete Pontus gibt sich Sidonia zu erkennen

Der Codex ist eine Papierhandschrift mit 140 Blättern. Die Foliierung des 17. Jahrhunderts zählt die mit Text beschriebenen Blätter 1–135 durch, die Zählung der Blätter 63–66 und 67–135 wurde nachträglich korrigiert. Die Blätter 1* und 2* sind mit moderner Zählung versehen, ebenso die Blätter 136*–138*. Die auffällige Verschmutzung der Blätter 44v (Lagenende) und 45r (Lagenbeginn) könnte darauf hindeuten, dass der Codex längere Zeit nicht gebunden war.
Die Blattgröße der Handschrift beträgt 30,1 × 21 cm, dabei ist ein Schriftraum von 20,5–21,5 × 13–14 cm beschrieben mit 30 bis 35 Zeilen pro Seite. Schriftform ist eine Bastarda von einer Hand, dem Schreiber D der Werkstatt Henfflin, der auch Schreiber von Cod. Pal. germ. 152 war. Die Bildüberschriften sind in roter Farbe ausgeführt; rote Lombarden ziehen sich über drei bis neun Zeilen, darüber hinaus schmücken zahlreiche Cadellen (tintenfarben und rot) die Handschrift. Auf Blatt 93r ist eine Kustode erhalten („9“).
Die Handschrift insgesamt ist beginnendem Tintenfraß ausgesetzt. Der Pergamenteinband wurde in Rom im 17. Jahrhundert ergänzt.

### Miniaturen
Die Handschrift ist mit 131 kolorierten Federzeichnungen auf den 135 Text-Blättern reich illustriert; die Miniaturen sind mit einfachen Rahmungen in verschiedenen Farben versehen und nehmen jeweils zwischen einem Drittel und der Hälfte einer Seite ein. Zeichner ist der erstmals von Hans Wegener (1927) so benannte Zeichner A der Werkstatt Henfflin, der, Wegener folgend, mit wenigen Ausnahmen auch Zeichner aller anderen Bilder in den Handschriften der Werkstatt war. Wegener beurteilt die Illustrationen des Zeichners A generell als „recht unbedeutend“ und kritisiert die „affektlose Ruhe der Bilder“ als „steife und leere Eleganz“. Für Cod. Pal. germ. 142 erkennt er aber eine tiefer und reicher gegliederte Landschafts-Darstellung als in den anderen Werken.
Die neuere Forschung des 20. und 21. Jahrhunderts hebt dagegen den unterhaltenden Charakter der Bildfolgen und die Anschaulichkeit der Darstellungen aus der Werkstatt Henfflin hervor, sieht auch das Bemühen um Perspektive gegenüber früheren elsässischen Illustratoren und betont die Richtigkeit der Proportionen bei der Figurendarstellung. Nur die Mimik wird als „weitgehend ausdruckslos“ bezeichnet, häufig zeigen die Gesichter „eine nicht zum Text passende Fröhlichkeit“. Allerdings beabsichtigte der Zeichner offensichtlich auch gar nicht, mit seinen Darstellungen besondere Emotionen über den Text hinaus zu vertiefen; sein „Interesse [...] liegt in der Handlung, nicht in ihrer psychologischen Motivierung.“ Besonderheit der Zeichnungen ist deren moderner narrativer Charakter und der Detailreichtum der Darstellungen. Der Illustrator der Werkstatt Henfflin entwarf für die unterschiedlichen literarischen Werke jeweils „Illustrationszyklen“ und bediente sich vielfach des Kunstgriffs der „simultanen Illustration“, indem er aufeinander folgende Situationen einer Geschichte in einer einzigen Darstellung parallel abbildete.

## Herkunft
Die Handschrift wurde um 1475 von der Werkstatt des Ludwig Henfflin angefertigt, wahrscheinlich in Stuttgart. Die Schreibsprache ist niederalemannisch mit schwäbischen Formen.
Auftraggeberin war Margarethe von Savoyen (1420–1479), die in dritter Ehe mit Ulrich V. (1413–1480), Graf von Württemberg-Stuttgart, verheiratet war. Das einzige Kind aus ihrer zweiten Ehe mit dem pfälzischen Kurfürsten Ludwig IV. (1424–1449), Kurfürst Philipp von der Pfalz (1448–1508), erbte die Handschrift nach Margaretes Tod 1479. Damit gelangte die Handschrift aus Stuttgart nach Heidelberg und wurde später Teil der Bibliotheca Palatina.
Vermutlich entspricht Cod. Pal. germ. 142 einer Handschrift, die bei der Katalogisierung der älteren Schlossbibliothek 1556/59 verzeichnet wurde mit dem Katalogeintrag: Pontus auf Papir geschrieben mit schonen außgestrichnen figuren. 1.2.12.; bei der Katalogisierung 1581 ist der Codex dann im Katalog der Heiliggeistbibliothek verzeichnet mit dem Eintrag Ritter Pontus geschriben papir, figuren, bretter, rott leder, bucklen.
Auf Blatt 1r wurde im 16. Jahrhundert als Bibliothekstitel Pontus oberhalb des Schriftraums eingetragen. Die Inhaltsangabe auf dem Vorderspiegel ist ein Eintrag des Bibliothekars Hermann Finke aus dem 20. Jahrhundert; am unteren Rand des Vorderspiegels ist ein kleines Inventarschild der UB-Heidelberg aus dem 19. oder vom Anfang des 20. Jahrhunderts eingeklebt.
Wie die anderen Handschriften der kurfürstlich-pfälzischen Bibliotheken kam der Codex nach der Eroberung der Kurpfalz im Dreißigjährigen Krieg 1622 nach Rom in den Besitz der Vatikanischen Bibliothek und wurde mit den anderen deutschsprachigen Beständen der Palatina im Rahmen der Regelungen während des Wiener Kongresses erst 1816 nach Heidelberg zurückgeführt.

## Inhalte
Einziger Inhalt des Codex ist Pontus und Sidonia, ein spätmittelalterlicher Höfischer Roman, der auf den um die Wende zum 15. Jahrhundert in Frankreich entstandenen Prosa-Roman Ponthus et la belle Sidoyne zurückgeht.
Der Titelheld Pontus ist ein Königssohn aus dem Königreich Galicien; dieses wurde von den Mauren erobert, und Pontus verschlägt es mit anderen Kindern des galicischen Adels in das Königreich Britannia (Bretagne). Nach abenteuerlichen Bewährungsproben gelingt es dem idealtypischen Ritter, gegen viele Widerstände die britannische Königstochter Sidonia zu heiraten und schließlich sein Königreich zurückzuerobern.
Die Heidelberger Handschrift Cod. Pal. germ. 142 ist die Bearbeitung einer anonymen Übersetzung ins Frühneuhochdeutsche (Fassung B), geht also nicht auf die populärere, vielfach nachgedruckte Übersetzung Eleonores von Österreich zurück (Fassung A). Allerdings ist die Textredaktion durch die Werkstatt Henfflin in so eigenständiger Weise erfolgt, dass zwar die Abhängigkeit des Textes von der Fassung B erkennbar blieb, dass aber eigentlich eine Neufassung vorliegt, bei der sich als Ziel der Redaktion insgesamt erkennen lässt, dass der Text stark gestrafft wird (v. a. durch Entfernung von Namenslisten und rhetorischen Wiederholungen/Variationen) und dass er kleinteiliger gegliedert wird durch den planvoll strukturierenden Einsatz der Illustrationen. Das Werk wirkt dadurch insgesamt moderner, stärker auf den Ablauf der Handlung ausgerichtet.